# Pandémie de Covid-19 à Saint-Vincent-et-les-Grenadines
La pandémie de Covid-19 à Saint-Vincent-et-les-Grenadines démarre officiellement le 11 mars 2020. À la date du 25 octobre 2022, le bilan est de 115 morts.

## Chronologie

### 2021

#### Mars
Le 11 mars 2020, Saint-Vincent-et-les-Grenadines a confirmé son premier cas. Le passager avait voyagé du Royaume-Uni à Saint-Vincent via la Barbade. Il a voyagé sur British Airways à la Barbade et ensuite à Saint-Vincent via LIAT. [réf. nécessaire]
Le 27 mars 2020, le ministre de la Santé, le sénateur Luke Browne, a annoncé qu'un nouveau test pour le patient qui avait initialement été positif était désormais négatif.

#### Avril
Le 1er avril 2020, Saint-Vincent-et-les Grenadines a enregistré son deuxième cas confirmé de Covid-19. Le Premier ministre Ralph Gonsalves a annoncé que le festival annuel Vincy Mas sera annulé pour 2020, afin de protéger la population de la propagation du virus Covid-19.
Le 2 avril 2020, le ministère de la Santé a annoncé qu'un troisième cas avait été enregistré[réf. nécessaire] . 
Le 3 avril 2020, le ministère de la Santé a annoncé que 4 cas supplémentaires avaient été enregistrés, portant le nombre total de cas à 7[réf. nécessaire].

#### Mai
Le 29 mai 2020, le Ministère de la Santé a annoncé qu'un 26e cas avait été enregistré.

#### Juin
Il est annoncé que l'île ne compte plus de cas actif de la Covid-19 sur son sol au 25 juin 2020.

#### Juillet
Le 11 juillet 2020, lors d'un vol d'American Airlines, 12 touristes positifs au covid-19 se rendent sur l'archipel et relance l'épidémie dans le pays. Le premier ministre Ralph Gonsalves annonce l'arrêt des vols envers et depuis les États-Unis à partir du 25 juillet 2020.

### 2022

#### Février
Le 9 février 2022, le palier des 100 morts est atteint

## Statistiques

Nombre de cas à Saint-Vincent-et-les Grenadines depuis le début de l'épidémie.

Nombre de morts à Saint-Vincent-et-les Grenadines depuis le début de l'épidémie.